# Ioulia Barsoukova
Pour les articles homonymes, voir Barsoukova.
Ioulia Vladimirovna Barsoukova (en russe : Юлия Владимировна Барсукова) est une gymnaste russe (gymnastique rythmique) née le 31 décembre 1978. 
Elle vient tardivement à la GR après avoir pratiqué le patinage artistique et la danse. Repérée par Irina Viner en raison de ses qualités de danseuse classique, elle n’apparaît que tardivement sur la scène internationale, en 1999, profitant du vide dans l’équipe russe laissé par les retraites de Yana Batyrchina, Amina Zaripova  et Natalia Lipkovskaya. Un peu éclipsée par les succès de sa jeune coéquipière Alina Kabaeva, elle accumule néanmoins les bons résultats avec des exercices gracieux et exécutés très proprement. 
En 2000, elle apparaît avec de nouveaux  exercices plus chorégraphiés et moins classiques mais conserve son très bel exercice au ballon (celui qui marquera sa carrière et qu’elle conserve depuis 1996) sur la musique de Saint-Saens : « le cygne » avec quelques difficultés supplémentaires.
Contre toute attente, elle remporte un discutable titre olympique après l’énorme erreur d’Alina Kabaeva au cerceau. Elle arrête sa carrière après ce succès pour se consacrer à son mari, patineur artistique.
Ioulia Barsoukova reste dans les mémoires pour son élégance et sa grâce digne des plus grandes danseuses classiques. Son exercice au ballon est la meilleure démonstration de son talent.